# Мацумото
Мацумото е град в Япония. Населението му е 241 132 жители (по приблизителна оценка от октомври 2018 г.), а площта му е 978,77 кв. км. Намира се в часова зона UTC+9. Обграден е от планини.